# San Marcelino
San Marcelino est une ville de 1re classe située dans la province de Zambales aux Philippines. Selon le recensement de 2010 elle est peuplée de 31 879 habitants.

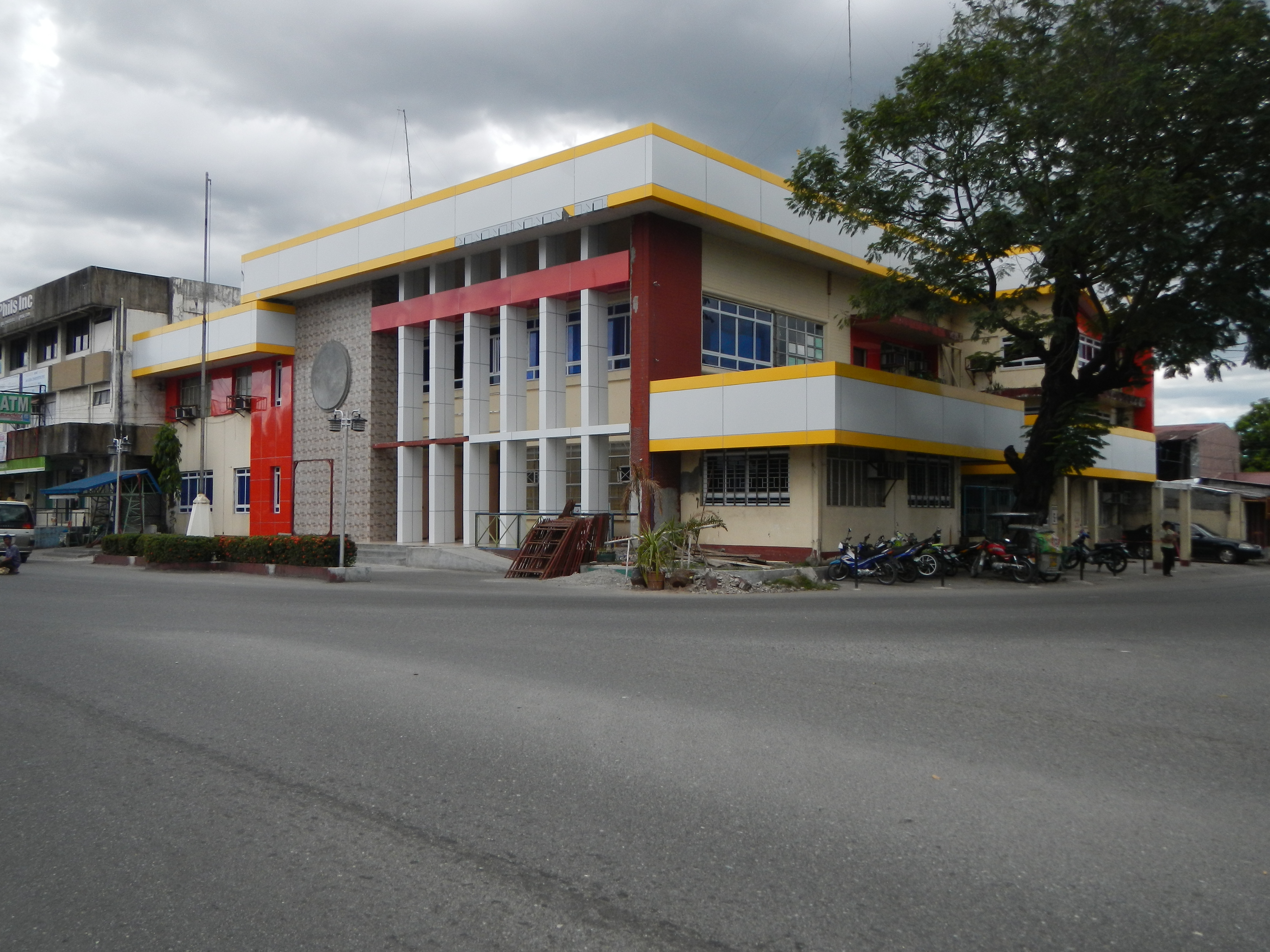
Nouvel hôtel de ville de San Marcelino

## Barangays
San Marcelino est divisée en 18 barangays.
- Aglao
- Buhawen
- Burgos
- Central
- Consuelo Norte
- Consuelo Sur
- La Paz
- Laoag
- Linasin
- Linusungan
- Lucero
- Nagbunga
- Rabanes
- Rizal
- San Guillermo
- San Isidro
- San Rafael
- Santa Fe

## Démographie
| Année | Habitants | Évolution |
| ----- | --------- | --------- |
| 1995  | 24 425    | -         |
| 2000  | 25 440    | 4,16 %    |
| 2007  | 29 052    | 14,20 %   |
| 2010  | 31 879    | 9,73 %    |